# Quarteto de cordas
Quarteto de cordas é um grupo musical de quatro instrumentos de corda - quase sempre dois violinos, uma viola e um violoncelo - ou uma peça escrita para ser executada por tal grupo. O quarteto de cordas é um dos grupos de câmara de mais destaque na música clássica.

## Definição e estrutura
Embora qualquer combinação de quatro instrumentos de corda possa ser chamada literalmente de "quarteto de cordas", na prática o termo se refere ao grupo que consiste de dois violinos (o "primeiro", que normalmente toca a linha melódica no registro de notas mais alto, e o "segundo" violino, que toca as notas mais graves da harmonia), uma viola e um violoncelo. Caso o compositor crie música para quatro outros instrumentos de corda, como três violinos e um contrabaixo, ou violino, viola, violoncelo e violão, a instrumentação é geralmente indicada. O quarteto de cordas em sua formação padrão é considerado como uma das formas mais importantes de música de câmara, e a maioria dos compositores desde o fim do século XVII compuseram neste formato, como Haydn.
Uma composição para quatro músicos utilizando-se de instrumentos de corda pode apresentar qualquer estrutura, porém o termo, tradicionalmente, era composto em quatro movimentos, seguindo uma estrutura geral similar às das sinfonias clássicas. O primeiro e último movimentos costumam ser rápidos, tipicamente, enquanto o segundo e o terceiro consistem de um movimento lento e outro mais dançante (como um minueto, scherzo, furiant), em qualquer ordem. Apesar de exceções de destaque, o século XX viu esta estrutura ser gradualmente abandonada pelos compositores, embora mudanças significativas à estrutura típica já houvessem sido realizadas nos últimos quartetos de Beethoven.
Diversos outros grupos de câmara podem ser vistos como modificações do quarteto de cordas, como o quinteto para piano, que nada mais é que um quarteto de cordas com o acréscimo de um piano; o quinteto de cordas, que é um quarteto de cordas com a adição duma viola, violoncelo ou contrabaixo; o trio de cordas, que contém um violino, uma viola e um violoncelo; e o quarteto para piano, um quarteto de cordas com a substituição dum dos violinos por um piano.

## História
A forma do quarteto de cordas passou a ser utilizado após a primeira metade do século XVIII. As primeiras obras de Joseph Haydn para o formato tinham cinco movimentos e lembravam o divertimento (título que chegaram a receber em algumas edições) ou a serenata; porém os quartetos opus 9, de 1769-1770, já apresentam a estrutura que se tornaria padrão tanto para Haydn quanto para outros compositores: quatro movimentos, um rápido, um lento, um minueto e trio e um final rápido. Por estes exemplos terem ajudado a codificar um formato que se originou na suíte barroca, Haydn é chamado frequentemente de "pai do quarteto de cordas", e chegou a executar seus quartetos em ocasiões sociais, em quartetos de corda improvisados dos quais o jovem Wolfgang Amadeus Mozart também participava.
Desde a época de Haydn o quarteto de cordas adquiriu cada vez mais prestígio, e passou a ser considerado o verdadeiro teste da arte do compositor erudito, provavelmente devido ao fato de que a paleta sonora do quarteto é bem mais reduzida que a da música orquestral, forçando a música a se sustentar mais em suas próprias características do que nas cores e diversidades tonais, e pela tendência inerentemente contrapuntais na música escrita para quatro instrumentos tão similares.
A composição para o quarteto de cordas floresceu na era clássica, quando nomes como Mozart e Beethoven compuseram séries célebres de quartetos, tão ou mais considerados que os do próprio Haydn. No século XIX houve um leve desinteresse pelo formato, e os compositores da época normalmente compunham apenas um quarteto de cordas, apenas como forma de mostrar que tinham o domínio do gênero, que ainda trazia prestígio. Com a chegada da idade moderna da música erudita, o quarteto retornou à antiga popularidade entre os compositores, e passou a ter um papel central no desenvolvimento da obra de compositores como Arnold Schoenberg, Béla Bartók e, especialmente, Dmitri Shostakovitch e Heitor Villa-Lobos.